# Gmina Słubice (Lebus)
Die Gmina Słubice [swuˈbiʦɛ] ist eine Stadt-und-Land-Gemeinde im Powiat Słubicki der Woiwodschaft Lebus in Polen. Sitz des Powiat und der Gemeinde ist die gleichnamige Stadt (deutsch Frankfurt (Oder)-Dammvorstadt) mit rund 16.700 Einwohnern.

## Geographie

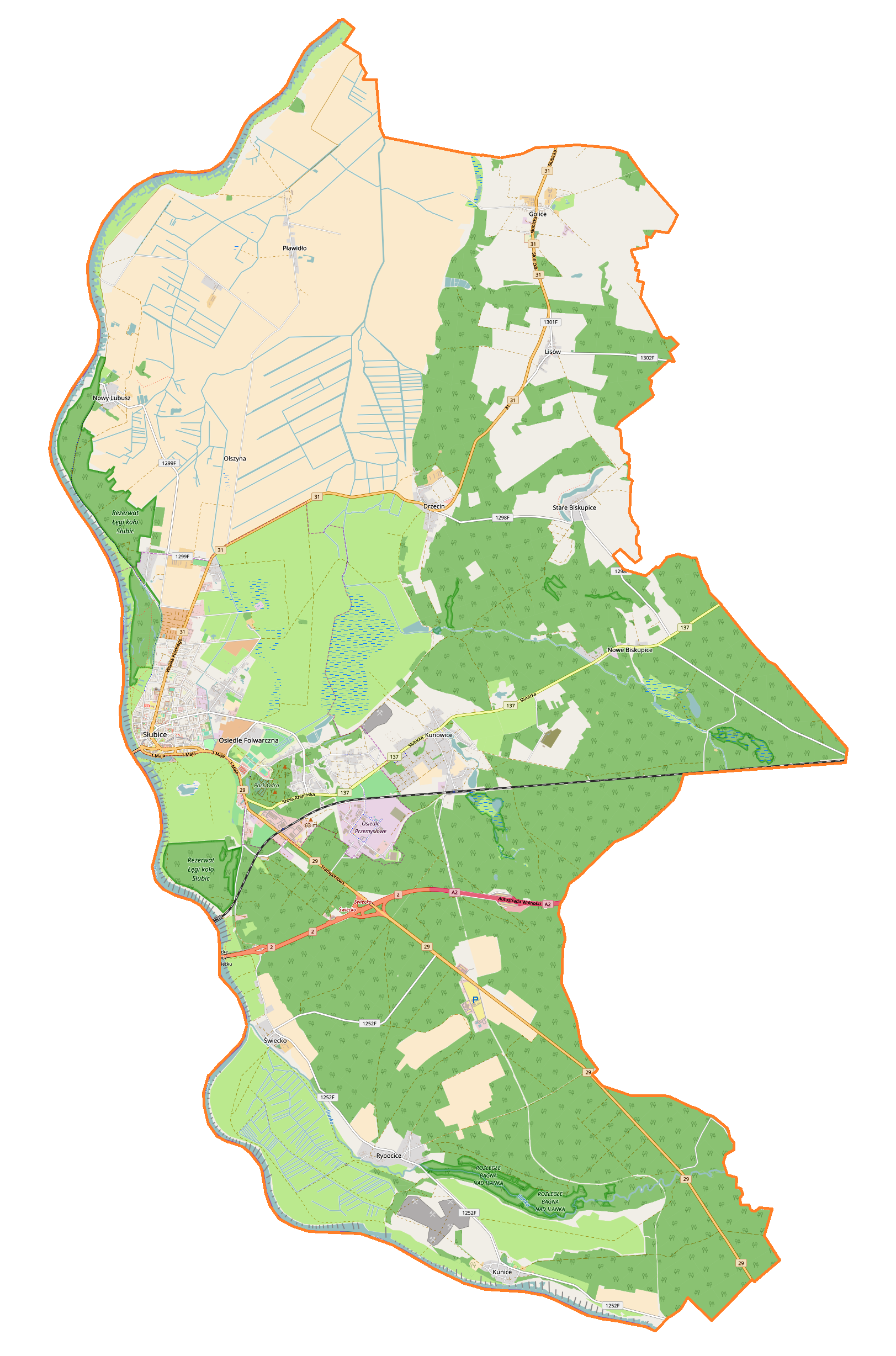
Karte der Gemeinde

Die Gemeinde liegt im Nordwesten der Woiwodschaft und grenzt im Westen an Deutschland. Nachbargemeinden sind Górzyca im Norden, Rzepin im Osten und Cybinka im Süden sowie in Deutschland Lebus, Frankfurt (Oder) und das Amt Brieskow-Finkenheerd.
Die Landschaft gehört zur Neumark. Die Oder bildet den Grenzfluss. Ein weiterer Fluss auf Gemeindegebiet ist die Ilanka (Eilang).

## Partnerstädte
- Frankfurt (Oder), Brandenburg
- Heilbronn, Baden-Württemberg
- Schostka, Ukraine
- Tijuana, Mexiko
- Yuma, USA

## Gliederung
Die Stadt-und-Land-Gemeinde Słubice gliedert sich in die Stadt selbst und elf Dörfer mit Schulzenämtern (sołectwa). Hinzu kommen weitere Ortschaften und Siedlungen (deutsche Namen, amtlich bis 1945; Einwohnerzahlen vom 31. Dezember 2015):
- Drzecin (Trettin; 296)
- Golice (Gohlitz; 417)
- Kunice (Kunitz; 88)
- Kunowice (Kunersdorf; 1082)
- Lisów (Leißow; 159)
- Nowe Biskupice (Neu Bischofsee; 133)
- Nowy Lubusz (Neu Lebus; 212)
- Pławidło (Tirpitz; 220)
- Rybocice (Reipzig; 215)
- Stare Biskupice (Alt Bischofsee; 101)
- Świecko (Schwetig; 183)

Die kleineren Orte und Weiler sind den Schulzenämtern zugeordnet.
- Czarne Zdroje (Am Spring)
- Łazy Kunickie (Kunitzer Loose)
- Łazy Lubuskie (Lebuser Loose)
- Luboniec (Thieleshof)
- Omącznik (Große Mühle)
- Płociska (Grundschäferei)
- Rosiejewo (Pulverkrug)
- Rzeczny Młyn (Rätschmühle)
- Śniatówko (Kleine Mühle/Marienheim)
- Sułówek
- Trzeszczewo (Musewalds Ausbau)
- Wrzoskały (Forsthaus Hängebusch)
- Wszeborowo (Grünetisch)
- Zamątek (Bäckermühle)

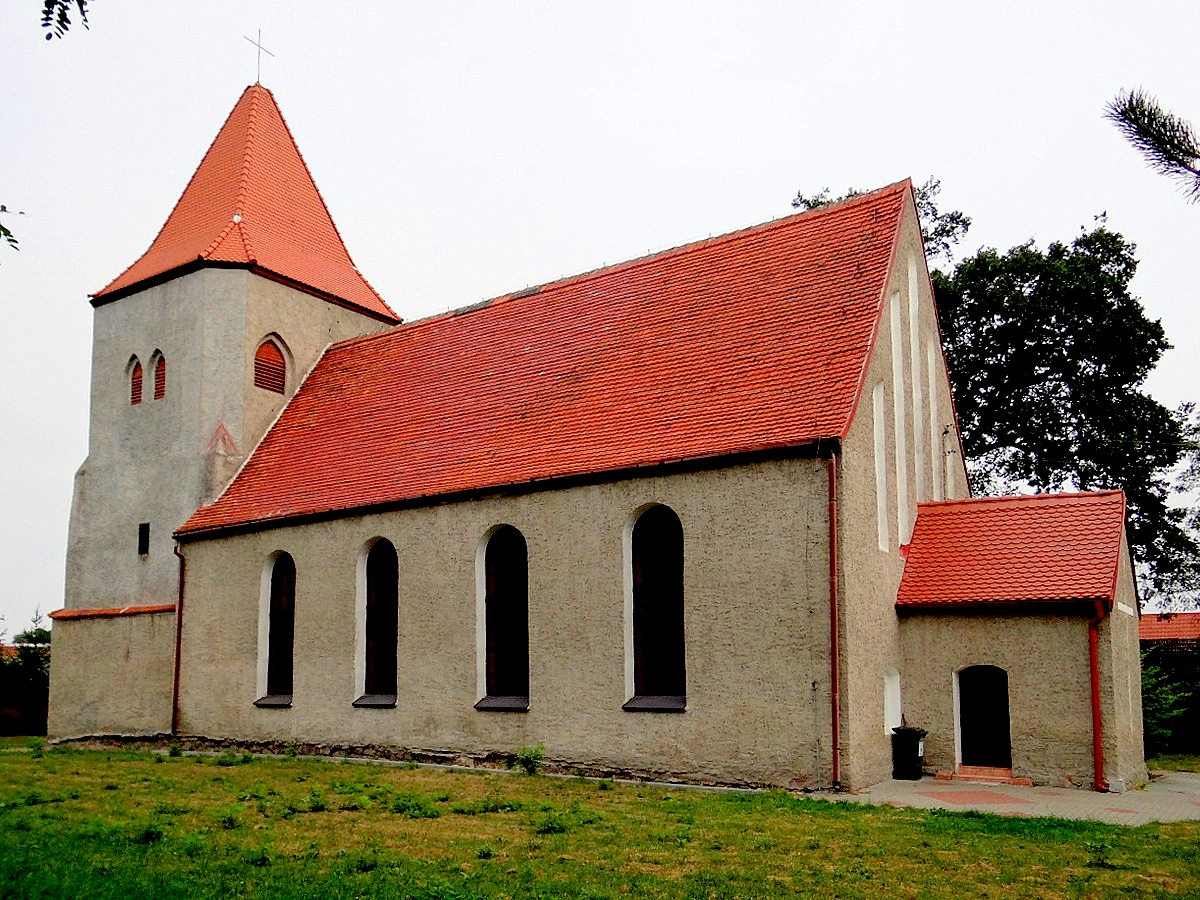
Kirche der Erhöhung des Heiligen Kreuzes in Golice, erbaut im 15. Jahrhundert
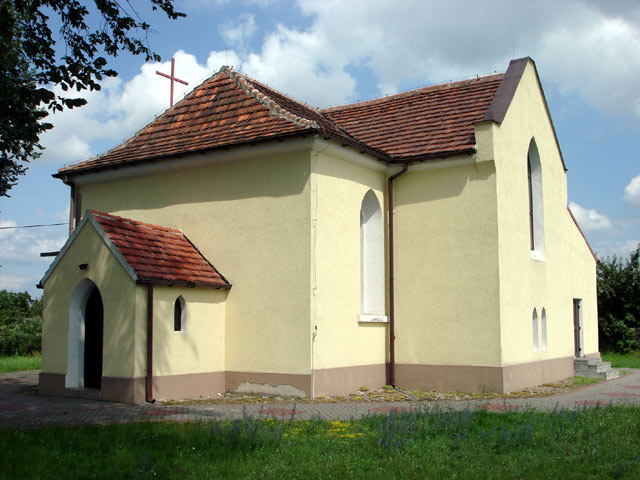
Kirche des Heiligen Herzen Jesu in Lisów aus dem 15./16. Jahrhundert, umgebaut im 19. Jahrhundert
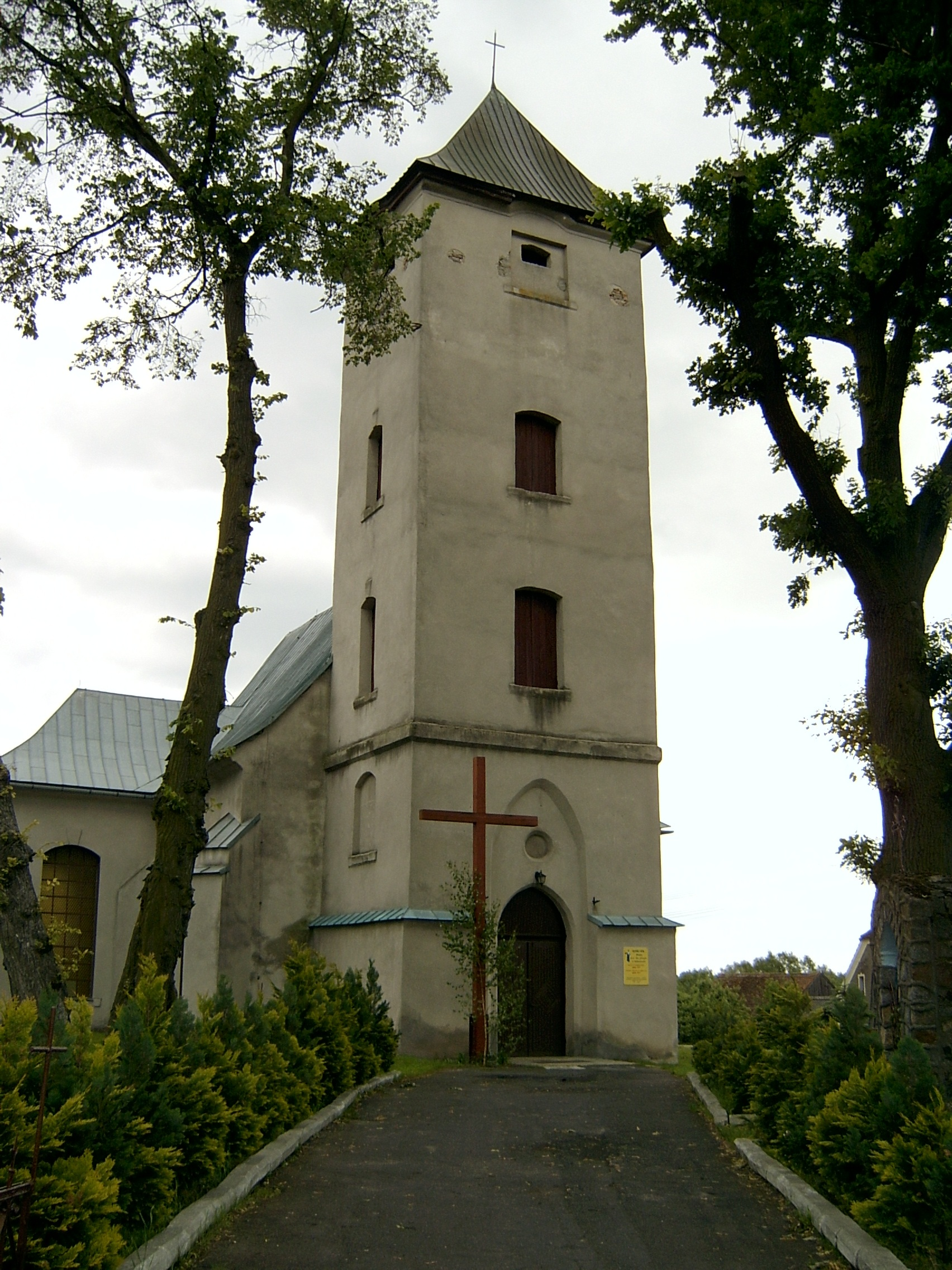
St.-Josef-Kirche in Rybocice
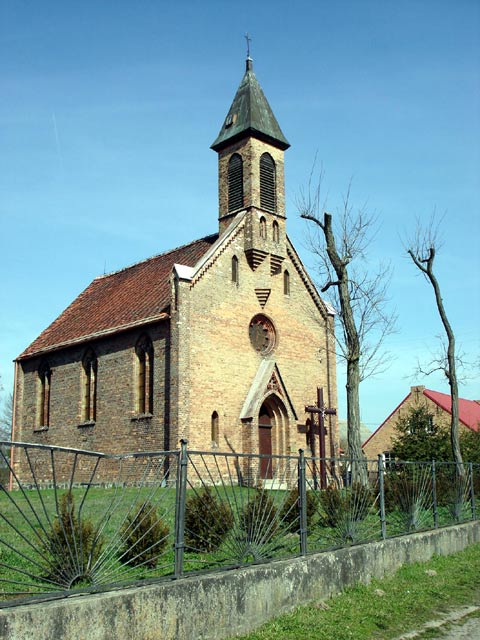
Kirche der Unbefleckten Empfängnis der Heiligen Jungfrau Maria in Stare Biskupice, erbaut 1867 im neugotischen Stil

## Verkehr
Die Autobahn A2 (Europastraße 30) führt nach Posen, Łódź und Warschau. Ab der Oderbrücke führt die Bundesautobahn A12 zum Berliner Ring. Die Landesstraßen DK29 und DK31 führen nach Krosno Odrzańskie (Crossen an der Oder) im Südosten und nach Zielona Góra (Grünberg) im Nordosten. Auf Gemeindegebiet liegen die wichtigsten Grenzübergänge zwischen Deutschland und Polen.
An der Bahnstrecke Berlin–Warschau bestehen die Haltepunkte Kunowice und Słubice (seit 2003).
Die nächsten internationalen Flughäfen sind Posen und Berlin Brandenburg.